# Sartajada
Sartajada község Spanyolországban, Toledo tartományban. Sartajada Almendral de la Cañada, Navamorcuende, Gavilanes, Mijares és La Iglesuela községekkel határos. Lakosainak száma 100 fő (2024).

## Népesség
A település népessége az utóbbi években az alábbiak szerint változott:
| Lakosok száma | 121  | 127  | 124  | 108  | 107  | 104  | 102  | 96   | 107  | 100  |
|               | 2001 | 2004 | 2007 | 2009 | 2012 | 2014 | 2017 | 2019 | 2022 | 2024 |